# Progressief Halderberge
Progressief Halderberge was een samenwerkingsverband tussen Democraten 66, Partij van de Arbeid  en GroenLinks in de gemeente Halderberge.
De combinatie werd in 2001 opgericht door D66 en de PvdA; GroenLinks sloot zich in 2005 aan. De partij was een breed progressief blok binnen de gemeente Halderberge en had ook leden die geen lid zijn van een van de landelijke politieke partijen, maar die wel het progressieve gedachtegoed van de partij ondersteunen.
Progressief Halderberge wilde accenten aanbrengen in de gemeenschappelijke idealen van vrijheid, gelijkwaardigheid en solidariteit. Burgers zelf laten kiezen; in hun eigen stijl, in hun eigen woorden. Dat creëert kansen, benut talenten en schept ruimte voor een veilige samenleving. Burgers die zelf verantwoordelijk zijn.
In 2019 had Progressief Halderberge twee zetels in de gemeenteraad van Halderberge. Frits Harteveld en Claudia van Domburgh-Leerves waren de actieve raadsleden. Sinds het begin van 2019 was Aron de Hoop werkzaam als fractiemedewerker. Deze zetels zijn na het uiteenvallen van Progressief Halderberge, eind 2020, met hun raadsleden terug gegaan naar de voormalig samenwerkende partijen, met als resultaat één zetel voor D66 en één zetel voor PvdA.